# Pieltjarivier
De Pieltjarivier  (Zweeds: Bielžžajohka) is een rivier die stroomt in de Zweedse  gemeente Kiruna. De rivier ontstaat op de westelijk hellingen van de Beahččarberg en zuidelijk hellingen van de Pieltjaberg . Ze stroomt naar het noordwesten. Ze is circa 8 kilometer lang en gaat op in de Lävasrivier.
Afwatering: Pieltjarivier → Lävasrivier → Rautasrivier → Torne → Botnische Golf